# Черниково (Торуньский повет)
Черниково — село в гмине Черниково Торуньского повета Куявско-Поморского воеводства на севере центральной части Польши.
Первое упоминание - в документе плоцкого епископа Яна Высокого (Jan Wysoki) от 1 октября 1309 года.
В 1954–1972 годах административный центр Черниковского повета (района). В 1975–1998 годах входило в состав Влоцлавского воеводства.
Есть начальная школа и общеобразовательный лицей.
По данным переписи населения 2011 г. - 3038 жителей.
Приходская церковь Святого Варфоломея впервые была построена плоцкими епископами около 1370 года и позже неоднократно перестраивалась. 
В Черникове родился польский политик Ян Кшиштоф Ардановский (Jan Krzysztof Ardanowski).